# Línea 24-Vieja (TUC Pamplona)
La línea 24 del Transporte Urbano Comarcal de Pamplona (Servicio de transporte urbano del Área metropolitana de Pamplona (Navarra - España), fue una línea que comunicó la Urbanización Zizur Mayor con el casco antiguo de Zizur Mayor y Ardoy entre el 27 de abril de 2010 y el 31 de diciembre de 2011. Actualmente, la línea 24 sólo funciona los domingos a la mañana, de septiembre a junio, entre San Juan y Landaben. 

## Paradas
| KBHFa |

| HST |

| HST |

| HST |

| HST |

| HST |

| HST |

| KBHFe |

| KBHFa |

| HST |

| HST |

| HST |

| HST |

| HST |

| HST |

| KBHFe |

| KBHFa |

| HST |

| HST |

| HST |

| HST |

| HST |

| HST |

| KBHFe |

| KBHFa |

| HST |

| HST |

| HST |

| HST |

| HST |

| HST |

| KBHFe |

| KBHFa |

| HST |

| HST |

| HST |

| HST |

| HST |

| KBHFe |

| KBHFa |

| HST |

| HST |

| HST |

| HST |

| HST |

| KBHFe |

| KBHFa |

| HST |

| HST |

| HST |

| HST |

| HST |

| KBHFe |

| KBHFa |

| HST |

| HST |

| HST |

| HST |

| HST |

| KBHFe |

### Transbordos
La línea 24 hacía transbordos a la ida y a la vuelta con las líneas 15 y 18.